# United States Fleet Forces Command
Ne doit pas être confondu avec Atlantic Fleet.
Le United States Fleet Forces Command (USFLTFORCOM) est un commandement de l'United States Navy. Il est créé sous le nom de United States Atlantic Fleet (USLANTFLT) en 1906.

## Historique
En 1905, l’European Squadron et le South Atlantic Squadron sont supprimés et absorbés dans le North Atlantic Fleet (flotte de l'Atlantique Nord).
Le 1er janvier 1906, l’United States Atlantic Fleet est créée sur la base de cette nouvelle flotte combinée..